# Kasaghatta, Dod Ballapur
Kasaghatta là một làng thuộc tehsil Dod Ballapur, huyện Bangalore Rural, bang Karnataka, Ấn Độ.